# Pseudoclanis postica
Pseudoclanis postica là một loài bướm đêm thuộc họ Sphingidae. Nó được tìm thấy ở Nam Phi.

## Hình ảnh

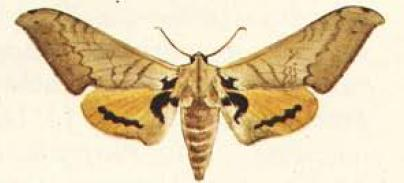